# Алисо Виехо
Алисо Виехо (на испански: Aliso Viejo) е град в окръг Ориндж в щата Калифорния, САЩ.
Алисо Виехо е с население от 40 166 жители (2000) и обща площ от 26,50 км² (10,20 мили²), изцяло суша. Алисо Виехо получава статут на град на 1 юли 2001 г.

## Известни личности
Родени в Алисо Виехо
- Маккийла Марони (р. 1995), гимнастичка